# Arroyo Carrasco
zonamerica
El Arroyo Carrasco es un curso fluvial que atraviesa los departamentos de  Montevideo y Canelones.

## Geografía
La cuenca del arroyo Carrasco tiene una superficie aproximada de 20 000 hectáreas. El arroyo nace en la Cuchilla Grande. Separa los departamentos de Montevideo y Canelones y desemboca en el Río de la Plata, tras recorrer alrededor de 16 km. 
El arroyo forma parte del límite entre el departamento de Montevideo y el departamento de Canelones, en el área metropolitana de Montevideo.

## Barrios servidos
Este arroyo nace en la Cuchilla Grande y desemboca en el Río de la Plata, pasando así por los siguientes lugares: Toledo, Toledo Chico, Zonamerica, Villa García, Colonia Nicolich, Bañados de Carrasco, Carrasco Norte, Paso Carrasco, Parque Miramar, Carrasco y Barra de Carrasco.
En la cuenca del arroyo viven más de 250 000 personas, distribuidas en zonas extremadamente desiguales desde el punto de vista social y económico, que incluyen desde barrios de alto valor inmobiliario hasta predios rurales y asentamientos irregulares sin servicios básicos.

## Actividad económica
Aproximadamente el 65% de la cuenca del arroyo Carrasco es rural. Se realizan actividades hortícolas, frutícolas, campos para forraje y cerealeros. También hay una importante actividad de cría de animales, principalmente aves de corral. La cuenca también cuenta con una zona industrial. Existen canteras de explotación de áridos, algunas activas y otras abandonadas.

## Medio ambiente

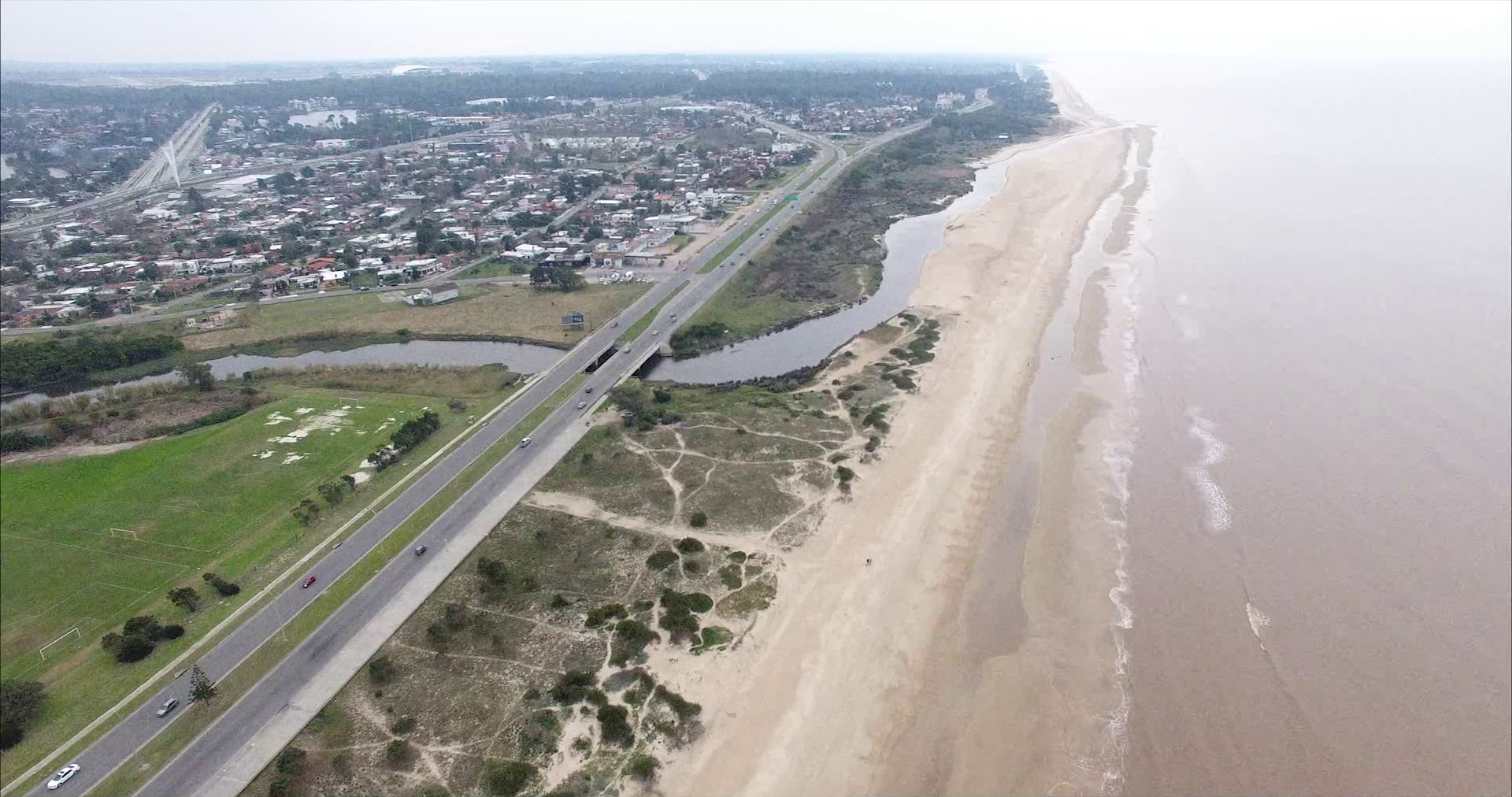
Desembocadura del arroyo Carrasco en el Río de la Plata

El arroyo presenta una alta contaminación por la actividad humana. Los desechos de las actividades agrícolas e industriales, así como los desechos domiciliarios, producen la contaminación del conjunto de la cuenca. La acción de contaminantes y residuos sólidos, así como las obras de canalización y la introducción de especies exóticas son algunos de los problemas que presenta el arroyo.
Según un estudio realizado en 2008 y 2009, el fósforo y los coliformes fecales fueron los factores principales que afectaron la calidad del agua de la cuenca, que también presenta concentraciones de cromo y otros metales pesados preocupantes desde el punto de vista ambiental.